# Notacma accliva
Notacma accliva är en stekelart som först beskrevs av Cresson 1868.  Notacma accliva ingår i släktet Notacma och familjen brokparasitsteklar. Inga underarter finns listade i Catalogue of Life.